# Deuxième classe
Ne doit pas être confondu avec Seconde classe.
Le soldat de 2e classe constitue la base de la hiérarchie militaire française. Il se situe au-dessous du premier grade qui est caporal ou brigadier, son équivalent dans les armes à cheval.
Le soldat de 2e classe est un militaire du rang sans insigne de grade. Il peut obtenir la distinction de Première classe qui n'est pas un grade de l'armée française mais une distinction attribuée aux hommes du rang.
En fonction de l'Arme et de l'Armée, le soldat de 2de classe prend différente appellation.
Il est à noter que dans le tableau ci-joint des appellations sont pour certaines argotiques.
Les appellations officielles sont pour les Troupes de Marines les mêmes que pour leurs équivalences "métro" bien qu'utilisées couramment. Cependant, concernant l'Arme du Train, l'appellation officielle est "Conducteur" qui est par ailleurs celle utilisée quotidiennement. Le terme de "soldat" est employé frequemment dans l'ensemble de l'Armée de Terre lorsque l'on s'adresse à un 2e classe. 
En Gendarmerie, les termes, non officiels, de "Gendarme Adjoint" ou encore "GAV" voire "GA" sont employés très souvent. Le terme de "soldat" est parfois employé.
| Arme                            | Appellation                 | Abréviation    |
| Armée de terre                  | Armée de terre              | Armée de terre |
| ------------------------------- | --------------------------- | -------------- |
| Artillerie                      | Canonnier                   | SDT            |
| Artillerie de marine            | Bigor                       | SDT            |
| Cavalerie                       | Cavalier                    | SDT            |
| Chasseurs alpins                | Chasseur                    | SDT            |
| Chasseurs à cheval              | Chasseur                    | SDT            |
| Chasseurs à pied                | Chasseur                    | SDT            |
| Cuirassiers                     | Cuirassier                  | SDT            |
| Dragons                         | Dragon                      | SDT            |
| Génie                           | Sapeur                      | SDT            |
| Hussards                        | Hussard                     | SDT            |
| Infanterie                      | Soldat                      | SDT            |
| Infanterie alpine               | Alpin                       | SDT            |
| Légion étrangère                | Légionnaire                 | SDT            |
| Matériel                        | Servant                     | SDT            |
| Spahis                          | Spahis                      | SDT            |
| Train                           | Trainglot ou tringlot       | SDT            |
| Transmissions                   | Transmetteur                | SDT            |
| Infanterie de marine            | Marsouin                    |                |
| Armée de l'air                  |                             |                |
| Aviateur                        | Aviateur                    | AVT            |
| Gendarmerie nationale           |                             |                |
| Gendarme adjoint volontaire     | Gendarme adjoint volontaire | GAV            |
| Marine nationale                |                             |                |
| Matelot                         | Matelot                     | MO2            |
| Service des essences des armées |                             |                |
| Conducteur                      | Conducteur                  | CDR            |

### Sur Wikipédia
- Soldat (grade)
- Grade militaire
- Grades de l'armée française
- Liste des grades et appellations des sapeurs-pompiers français